# 1/35比例模型

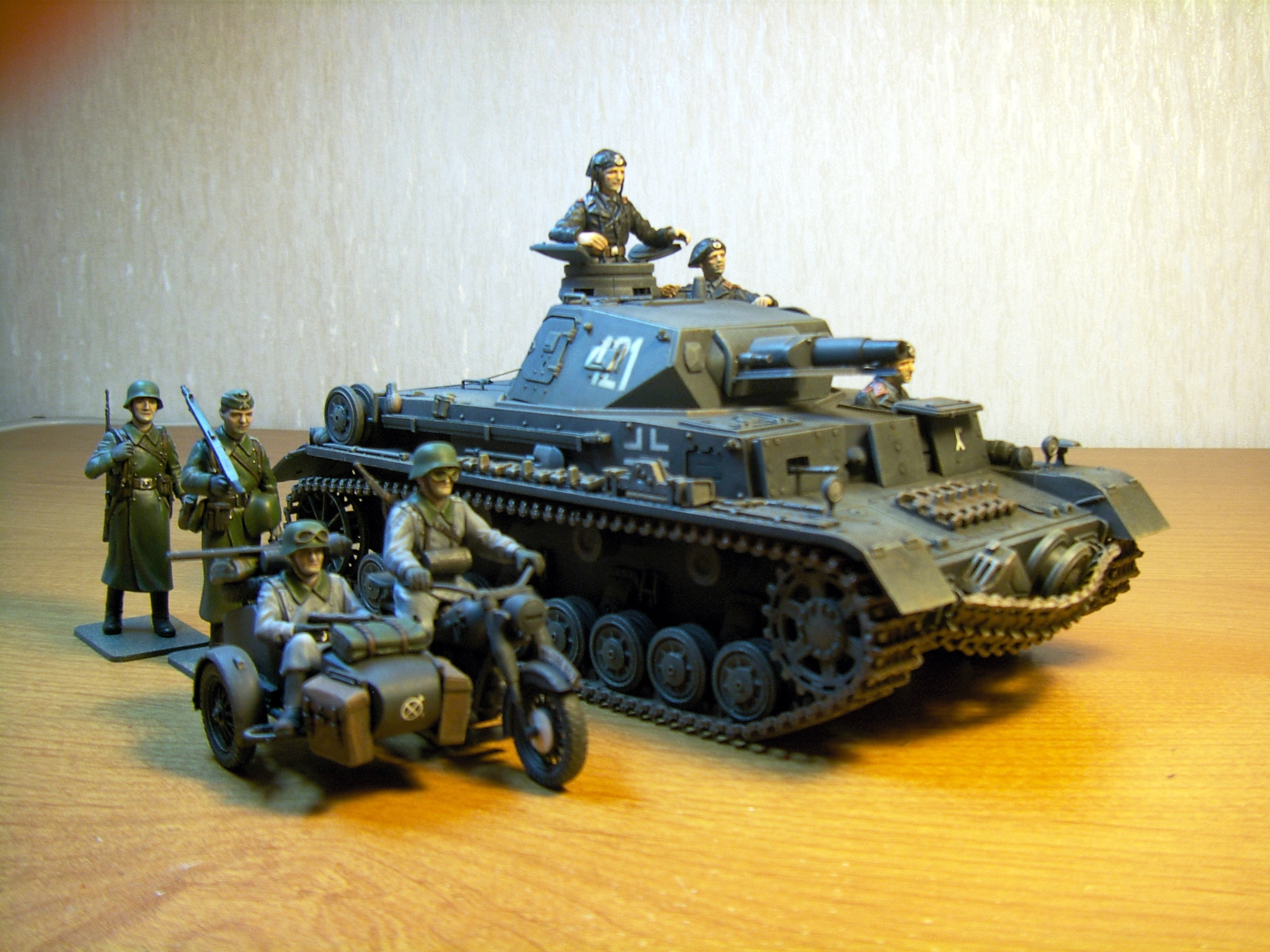
田宮模型出品的1/35比例二次大戰德軍模型

1/35比例模型意思即此模型是把實物縮小35倍的比例模型，這是陸軍模型最常見的大小比例尺寸，兵人、戰馬、坦克、裝甲車以至相關工具和槍械都大多是這個比例大小。
把一個直立成年男人（大約高183厘米）縮小而成的1/35比例模型人偶，其高度大約和人手大拇指的高度（大約高5.2厘米）相同。

## 出處

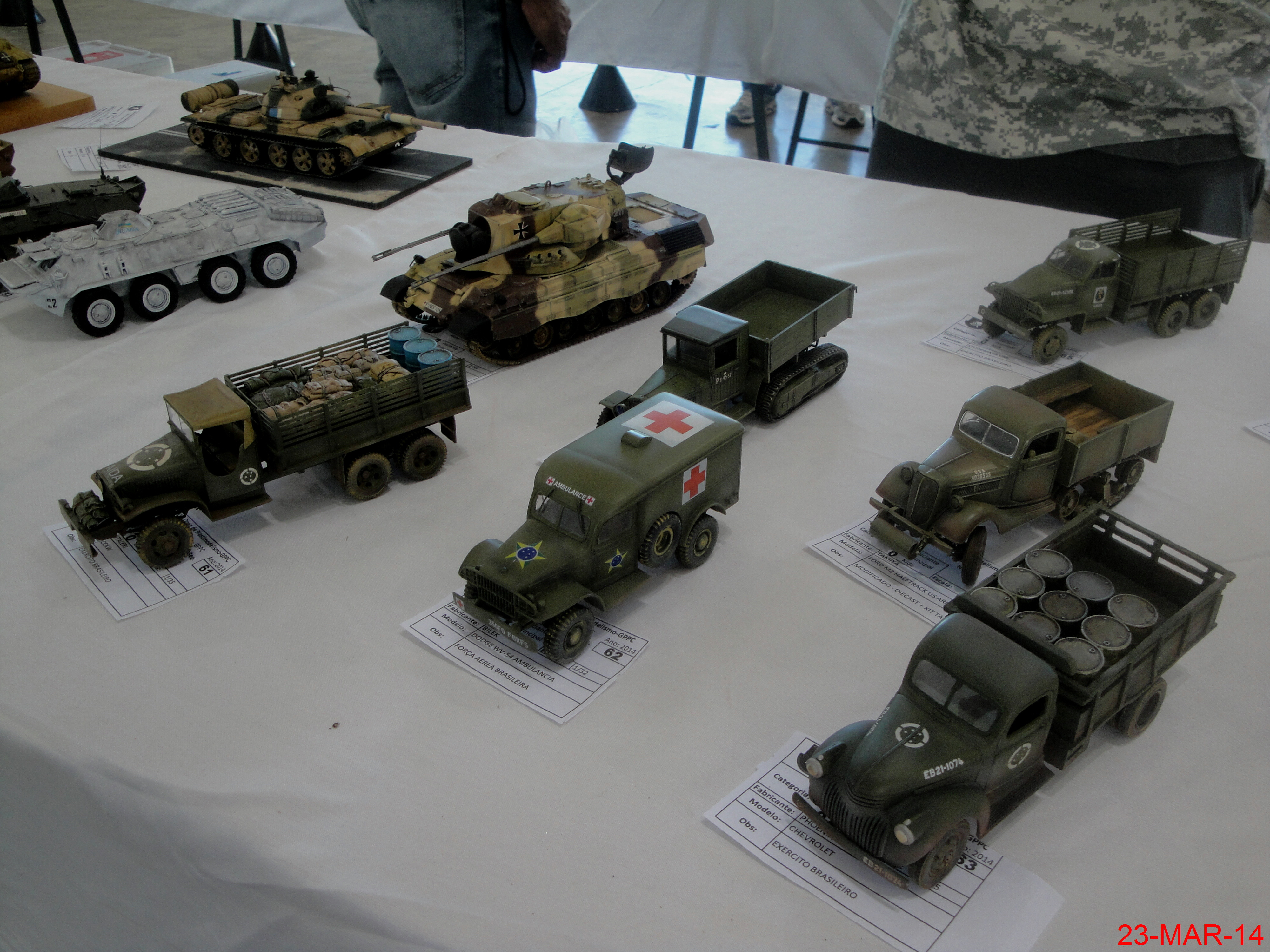
由模型愛好者造的1/35比例模型展

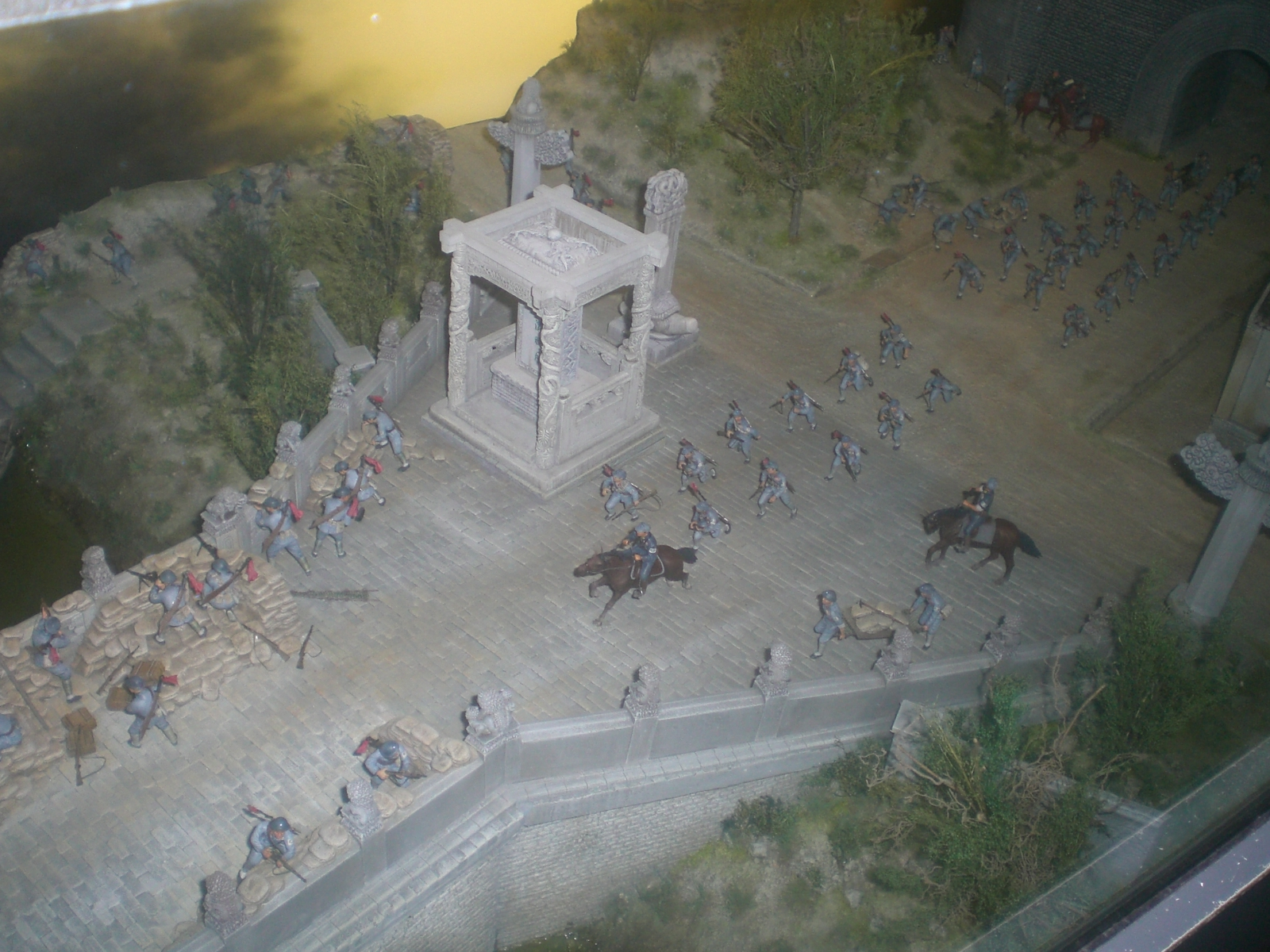
一個反映中國抗日戰爭爆發的七七事變1/35比例情景模型

1/35比例模型是由日本田宮模型首先發明，由於歷史約定俗成的原因，在近代興起的錫兵模型都是1/30或1/32比例，話說在1961年，田宮模型想推出在第二次世界大戰納粹德國的豹型坦克，當時田宮原本想造的是1/32比例大小，但由於當時的技術限制，後來發現造錯尺寸，經過測量發現是1/35比例，但實物已經造好，不要白不要就索性將錯就錯，1/35就1/35比例，而且，由於田宮這個系列的坦克模型是電動的，田宮發現這個比例的坦克在裡面放電動馬達、齒輪箱和電池的話，大小剛好，於是這個比例不單生存下來，而且歪打正著而火了，現在不單是田宮，由其他模型廠商推出的陸軍模型都大多是1/35比例。

## 其他

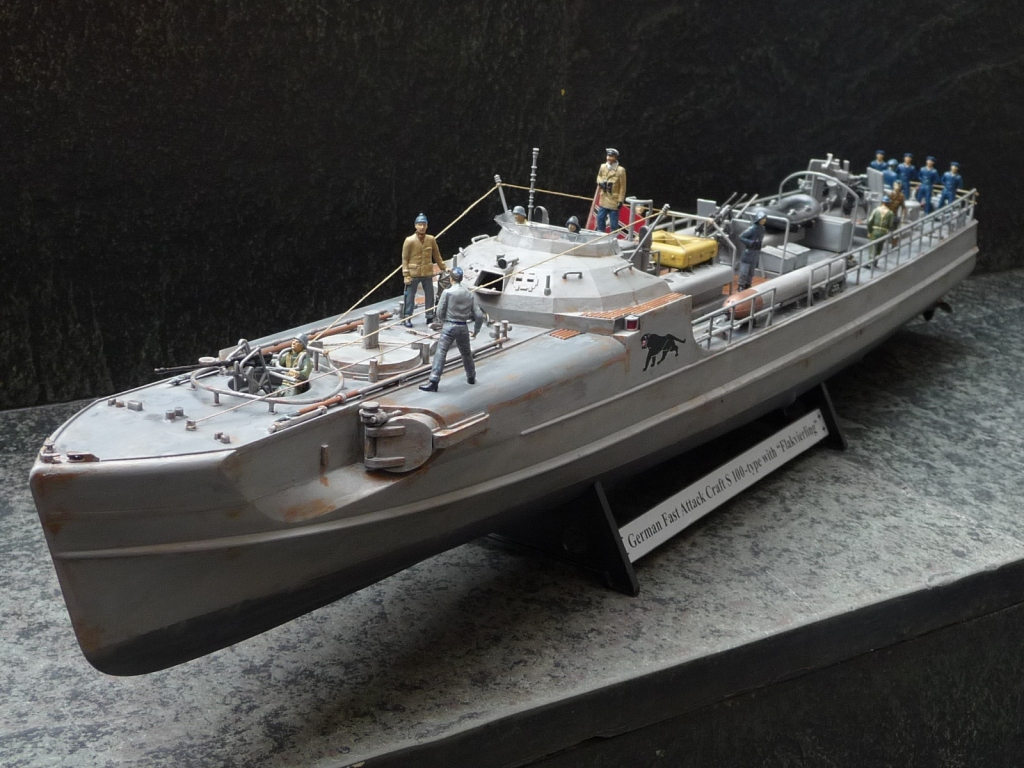
由意大利模型廠家伊達雷利推出的1/35比例S-100魚雷艇模型

近年來，也有推出1/35比例動物（例如:家禽牛羊甚至恐龍）和路邊小販模型，這很多時是為了配合造情景模型。
至於飛機模型方面就比較少見，因為傳統上，這是1/48比例模型和1/72比例模型，但現在也有由中國大陸的小號手模型推出1/35比例的Mi-4和CH-47這兩款直昇機模型，以至Tristar也推出1/35比例的Fi-156偵察機（此模型已被小號手名下的Hobby-boss收購），另一家中國品牌模型公司威駿也推出1/35比例的L-4草蜢式聯絡機模型。
至於船艦方面，田宮也有推出1/35比例越戰美軍炮艇模型，意大利的伊達雷利也推出1/35比例的二戰德軍S-100魚雷艇模型。

## 相關條目

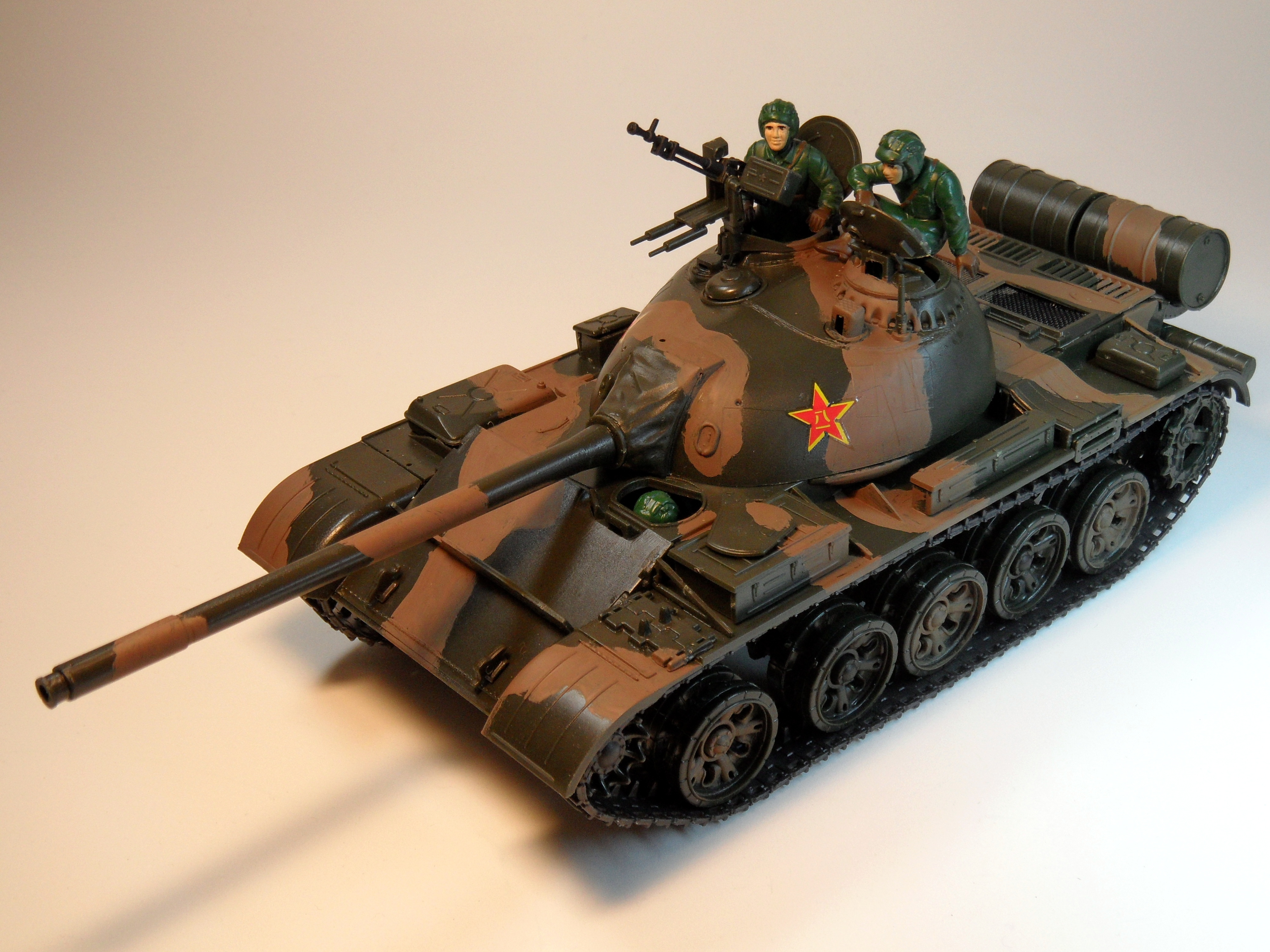
小號手早期推出的1/35比例中國五九式坦克模型

## 外部連結
- 比例模型網（页面存档备份，存于）